# サンダンス・NHK国際映像作家賞
サンダンス・NHK国際映像作家賞（サンダンス・NHKこくさいえいぞうさっかしょう）は、NHKがサンダンス・インスティテュートと共同で実施している、今後映画製作を予定しているシナリオを対象した賞。脚本及び過去の映像作品の総合評価で決定する。アメリカ、ラテンアメリカ、ヨーロッパ、日本の4地域から各地域1名ずつの受賞者を決定し、その制作を支援。映画制作が実現した場合には、NHKが日本国内の放送権を購入し放送する。また、毎年1月に行われるサンダンス映画祭に招待される。

## 受賞作品
括弧内は（国 / 監督）

### 1996年
- スモーク・シグナルズ （ アメリカ合衆国 / クリス・エア）
- セントラル・ステーション （ ブラジル / ウォルター・サレス）
- フラミンゴの季節 （ ドイツ スイス アルゼンチン / シーロ・カペラッリ）
- Mr.Pのダンシングスシバー （ アメリカ合衆国 日本 / 田代廣孝）

### 1998年
- リフト （ アメリカ合衆国 / デメイン・デイビス、カーリ・ストリーター）
- 口笛高らかに （ キューバ / フェルナンド・ペレス）
- ボスニアの青い空 （ ポーランド ドイツ アメリカ合衆国 / トマス・ビシュニエスキ）
- ピーピー兄弟 （ 日本 / 藤田芳康）

### 1999年
- 彼女を見ればわかること （ アメリカ合衆国 /ロドリゴ・ガルシア）
- 沼地という名の町 （ アルゼンチン / ルクレシア・マルテル）
- ベリー・アニー・メアリー （ イギリス / サラ・シュガーマン）
- Go! （ 日本 / 矢崎充彦）

### 2000年
- 雌鹿少年 （ アメリカ合衆国 / ランディ・レッドロード）
- オティリア （ メキシコ / ダナ・ロトベルグ）
- 道のり （ イギリス / カリーヌ・アドラー）
- Laundry （ 日本 / 森淳一）

### 2001年
- マッジ少年 （ アメリカ合衆国 / マイケル・バーク）
- アル・シエロ ～空へ～ （ アルゼンチン スペイン / ダニエル・ブルマン）
- ハリマのパラダイス （ オランダ / ファティマ・ジェブリ=ウアザニ）
- 水の女 （ 日本 / 杉森秀則）

### 2002年
- スリープ・ディーラー （ アメリカ合衆国 / アレックス・リヴェラ）
- タブロイド （ エクアドル メキシコ / セバスチャン・コルデロ）
- 羊の啼き声 （ アルバニア / ジェルジ・ジュヴァニ）
- ミラーを拭く男 （ 日本 / 梶田征則）

### 2003年
- モーテル （ アメリカ合衆国 / マイケル・カン）
- ウィスキー （ ウルグアイ / ホアン・パブロ・レベラ、パブロ･ストール）
- 雲が出るまで （ トルコ / イェシム・ウスタオウル）
- ウール100％ （ 日本 / 富永まい）

### 2004年
- 君とボクの虹色の世界 （ アメリカ合衆国 / ミランダ・ジュライ）
- 砂の家 （ ブラジル / アンドリューチャ・ワディントン）
- タクシデルミア ある剥製師の遺言 （ ハンガリー / ジョルジ・パルフィ）

### 2005年
- バーチャルラブ （ アメリカ合衆国 / リチャード・プレス）
- ボディーガード （ アルゼンチン / ロドリゴ・モレノ）
- 世界の終わりの過ごし方 （ ルーマニア / カタリン・ミツレスク）
- 酒井家のしあわせ （ 日本 / 呉美保）

### 2006年
- 溺れさせないで （ アメリカ合衆国 / クルーズ・アンジェルス）
- タホ湖 （ メキシコ / フェルナンド・エンムブケイ）
- 消えたかった男 （ イギリス オランダ ノルウェー ルクセンブルク / パトリス・トイ）
- クローンは故郷をめざす （ 日本 / 中嶋莞爾）

### 2007年
- 立ったまま埋葬してくれ （ アメリカ合衆国 / キャラン・ハーツフィールド）
- 神の羊 （ アルゼンチン フランス チリ / ルシア・セドロン）
- ザ・グッド・ハート （ アイスランド デンマーク フランス / ダーグル・カリ）
- 川べりのふたり （ 日本 / 海南友子）

### 2008年
- ヒア （ アメリカ合衆国 / ブレイデン・キング）
- フアチョ （ チリ フランス / アレハンドロ・フェルナンデス・アルメンドラス）
- 世界で一番幸せな女の子 （ ルーマニア オランダ / ラドゥ・ジュデ）
- アポトシス （ 日本 / 永津愛子）

### 2009年
- ザ・ガール （ アメリカ合衆国 / デビッド・ライカー）
- 風紀員 （ アルゼンチン / ディエゴ・レルマン）
- エボリューション （ フランス / ルシル・ハジアリロヴィッチ）
- 彼女のSpeed （ 日本 / 倉田ケンジ）

### 2010年
- 南の果ての野獣ども （ アメリカ合衆国 / ベン・ザイトリン）
- エリ （ メキシコ / アマット・エスカランテ）
- イエリャーナ （ ロシア / アンドレイ・ズビャギンツェフ）
- 朝日ヶ丘の素晴らしき人々 （ 日本 / 山岡大祐）